# Francisco António de Almeida
Francisco António de Almeida (ur. ok. 1702 roku, zm. najprawdopodobniej 1 listopada 1755 w Lizbonie) – portugalski kompozytor. 
Dzięki stypendium ufundowanemu przez króla Jana V w latach 1720–1726 kształcił się we Włoszech, podczas pobytu w Rzymie wystawiając dwa oratoria. Po powrocie do Portugalii został zatrudniony jako organista w kaplicy królewskiej, a później także jako nauczyciel dzieci monarchy. Pisał opery utrzymane w stylu włoskiej opera buffa. Był pierwszym portugalskim kompozytorem operowym, a jego La pazienza di Socrate z 1733 roku (zachował się z niej tylko III akt) – pierwszym portugalskim dziełem tego gatunku. Kolejnymi dziełami operowymi Almeidy były La finta pazza (1735), Le virtù trionfanti (1738), La Spinalba (1739), L’Ippolito (1752). Pisał także utwory o charakterze religijnym. W swojej twórczości nawiązywał do stylistyki Alessandro Scarlattiego. Spora część jego dorobku kompozytorskiego zaginęła. Zaginął podczas wielkiego trzęsienia ziemi w Lizbonie 1 listopada 1755 roku.